# Petersberg (Wiesent)
Petersberg ist einer von 25 Ortsteilen der Gemeinde Wiesent im Oberpfälzer Landkreis Regensburg in Ostbayern.

## Geografie und Verkehrsanbindung
Der Ort liegt nordöstlich des Kernortes Wiesent an der Petersberger Straße. Die Staatsstraße St 2146 verläuft östlich.